# Marts, Lori
Marts là một đô thị thuộc tỉnh Lori, Armenia. Dân số ước tính năm 2011 là 639 người.